# 宮地正介
宮地 正介（みやち しょうすけ、1940年6月26日 - 2025年3月8日）は、日本の政治家。衆議院議員7期。佐賀県出身。早稲田大学政治経済学部卒業。

## 経歴
若くして創価学会に入信。程なく政治活動に入り、公明党所属参議院議員秘書、公明党埼玉県政策局次長、西部開発特別委員長などを経て、1972年の衆院選に出馬するも落選。1976年の第34回衆議院議員総選挙に旧埼玉2区から立候補。山口敏夫、小宮山重四郎ら新自由クラブ、自由民主党の大物がそろう選挙区で厳しい戦いを迫られたが、現職の日本社会党の清水徳松を振り切って3位に滑り込み、初当選。1980年、第36回衆議院議員総選挙に出馬するも落選。1983年、第37回衆議院議員総選挙で衆議院議員に返り咲いた。1986年、公明党第54回中央委員会で議長に選出。1995年、いわゆる「明日の内閣」で、通商産業大臣に就任。1996年まで務めた。2000年、第42回衆議院議員総選挙をもって元公明党委員長の石田幸四郎や、科学技術庁長官を務めた近江巳記夫らとともに政界を引退。2018年、公明党参議院議員矢倉克夫（埼玉県選挙区）の政治団体「矢倉かつおを励ます会」代表者。
国会では衆議院大蔵委員長、衆議院消費者問題等に関する特別委員長、衆議院決算委員会理事などを歴任。
2025年3月8日、死去。84歳没。